# FK Makedonija Gjorcse Petrov
A Makedonija Gjorcse Petrov (macedónul: Фудбалски Клуб Македонија Ѓорче Петров, magyar átírásban: Fudbalszki Klub Makedonija Gjorcse Petrov) egy macedón labdarúgócsapat, székhelye Szkopjében található, jelenleg a macedón labdarúgó-bajnokság élvonalában szerepel címvédőként.
A csapat legnagyobb sikerét 2009-ben jegyezte, amikor megnyerte a macedón labdarúgó-bajnokságot.

## Korábbi nevei
- H.A.SZ.K. (alapítási név)
- Lokomotiva
- Rudar
- Indusztrijalec
- Jugokokta

1989 óta jelenlegi nevén szerepel.

## Története
A klubot 1932-ben H.A.SZ.K. néven alapították. Macedónia függetlenségéig a jugoszláv labdarúgó-bajnokság alsóbb osztályaiban szereplő Gjorcse Petrov-i alakulat Lokomotiva, Rudar, Indusztrijalec és Jugokokta neveken szerepelt. 1989-ben, nemzetének függetlenségi törekvéseit szimbolizálandó vette fel az ország nevét.

### Az első macedón labdarúgó-bajnokságtól napjainkig (1992 óta)
A Makedonija az első macedón labdarúgó-bajnokság élvonalába nyert besorolást 1992-ben, melyet a 14. helyen zárt. Az 1993–1994-es szezonban utolsó helyen búcsúzott a legjobb macedón csapatok mezőnyétől, azonban másodosztályú tagsága csak egy idényre szólt. A rövid kitérő jó hatással volt a csapat első osztálybeli szereplésére, hiszen két egymás követő 7. hely után a dobogó harmadik fokán végzett, így az Intertotó-kupában képviselhette Macedóniát.
Első hivatalos nemzetközi mérkőzésére 1998 júliusában került a szlovén Olimpija Ljubljana ellen. Az 1998-as Intertotó-kupa 1. fordulójában hazai pályán 4–2-re győzte le nevesebb ellenfelét, majd ljubljanai visszavágó 1–1-es végeredménye továbbjutást eredményezett. A következő fordulóban a francia SC Bastiát fogadta a Szkopjében rendezett első mérkőzésen, és hatalmas meglepetésre 1–0-s győzelmet aratott nevesebb ellenfelével szemben. A visszavágót hatalmas várakozás előzte meg, azonban a korzikai csapat ezúttal nem hibázott, és nagy mezőnyfölénnyel 7–0-ra győzte le a Makedoniját.
A sikeresnek mondható nemzetközi szereplés ellenére a bajnokságban elért kirobbanó siker elmaradt, a Gjorcse Petrov-i csapat teljesítménye előbb a középmezőnyig, a 2001–2002-es szezonban pedig újra utolsó helyre esett vissza. Az újabb élvonalbeli idényre ezúttal 3 szezont kellett várniuk a csapat szurkolóinak.
A 2005–2006-os szezonban visszatérő Makedonija addigi legjobb formáját mutatta. A dobogó második fokán végzett, megnyerte a macedón kupát, így az UEFA-kupában indult. Európa második legrangosabb kupájában a Lokomotiv Szofija ellen lépett pályára, és a szófiai 2–0-s vereséget követően hazai pályán 1–1-es döntetlent ért el, így már az első selejtezőkörben búcsúzni kényszerült.
A 2006–2007-es szezonban újra a kirobbanó formában lévő csapatnak és egy bajnoki bronzéremnek örülhettek a Makedonija-szurkolók, de az igazi nagy sikert a 2008–2009-es szezon hozta meg: a Makedonija Gjorcse Petrov megnyerte a macedón bajnokságot.

## Sikerei

### Nemzeti
- Macedón bajnok:

1 alkalommal (2008–09)
- Macedón másodosztály bajnok:

3 alkalommal (1994–95, 2012–13, 2017–18)
- Macedón harmadosztály bajnok:

1 alkalommal (2010–11)
- Macedónkupa-győztes:

3 alkalommal (2005–06, 2021–22, 2022-23)

## Eredményei

### Európaikupa-szereplés

#### Összesítve
| Kupa                  | J  | Gy | D | V  | Rg | Kg |
| --------------------- | -- | -- | - | -- | -- | -- |
| Bajnokok Ligája       | 2  | 0  | 0 | 2  | 0  | 4  |
| Európa-liga           | 2  | 0  | 0 | 2  | 1  | 6  |
| UEFA-kupa             | 2  | 0  | 1 | 1  | 1  | 3  |
| UEFA Konferencia Liga | 2  | 0  | 1 | 1  | 0  | 4  |
| Intertotó-kupa        | 8  | 3  | 1 | 4  | 8  | 18 |
| Összesítve            | 16 | 3  | 3 | 10 | 10 | 35 |

#### Szezonális bontásban
| Szezon  | Kupa                  | Forduló         | Ellenfél           | Hazai | Vendég | Összesítés |
| ------- | --------------------- | --------------- | ------------------ | ----- | ------ | ---------- |
| 1998    | Intertotó-kupa        | 1. forduló      | Olimpija Ljubljana | 4–2   | 1–1    | (5–3)      |
| 1998    | Intertotó-kupa        | 2. forduló      | SC Bastia          | 1–0   | 0–7    | (1–7)      |
| 2006–07 | UEFA-kupa             | 1. selejtezőkör | Lokomotiv Szofija  | 0–2   | 1–1    | (1–3)      |
| 2007    | Intertotó-kupa        | 1. forduló      | Ethnikósz Áhnasz   | 0–1   | 2–0    | (2–1)      |
| 2007    | Intertotó-kupa        | 2. forduló      | Cserno More Varna  | 0–4   | 0–3    | (0–7)      |
| 2009–10 | UEFA-bajnokok ligája  | 2. selejtezőkör | BATE Bariszav      | 0–2   | 0–2    | (0–4)      |
| 2019–20 | Európa-liga           | 1. selejtezőkör | Alashkert          | 1–3   | 0–3    | (1–6)      |
| 2022–23 | UEFA Konferencia Liga | 2. selejtezőkör | CSZKA Szofija      | 0–0   | 0−4    | (0–4)      |

## Külső hivatkozások
- Az FK Makedonija Gjorcse Petrov hivatalos honlapja (macedónul), (angolul)
- Az FK Makedonija Gjorcse Petrov adatlapja az uefa.com-on (angolul)
- Az FK Makedonija Gjorcse Petrov adatlapja a macedonianfootball.com-on (angolul)
- Az FK Makedonija Gjorcse Petrov adatlapja Macedón Labdarúgó-szövetség hivatalos oldalán (macedónul), (angolul)